# Hateen
Hateen est un groupe brésilien de hardcore mélodique, originaire de São Paulo, État de São Paulo.

## Histoire
Le groupe sort son premier album en 1996, Hydrophobia. Leur deuxième album, Dear Life, sort en 2000. Quelques mois après la sortie de l'album, le bassiste Cesinha Santisteban est remplacé par Fernando Sanches. À Noël 2001, ils enregistrent Teenage X-Mas Song, qui figure sur le CD de Noël au Hangar 110, une salle de concert de rock traditionnel à São Paulo, où ils enregistrent en 2002 leur premier album live, More Live than Dead. En 2004, le groupe sort son troisième album studio, Loved.
En 2006, le groupe entame une nouvelle phase avec l'inclusion de compositions en portugais et la sortie de l'album Procedimentos de Emergência, désormais sur le label Arsenal Music, distribué par Universal Music et produit par Rick Bonadio. Le premier single, 1997, domine les stations de radio pop rock dans tout le pays et le clip, réalisé par Mauricio Eça, Tony Tiger et Fabrizio Martinelli, atteint la première place du Top 20 Brazil de MTV Brésil, le principal classement de vidéos musicales du pays. Le deuxième single de l'album est Quem Já Perdeu Um Sonho Aqui ?, un morceau qui vaut au groupe plusieurs prix tels que celui de « groupe révélation » à MTV Video Music Brasil 2006. En 2007, sans Japinha et Fernando Sanches,, le groupe accepte une invitation de MTV Brasil et participe au projet MTV Live : 5 Rock Bands, aux côtés de Forfun, Fresno, Moptop et NX Zero. De ce projet, le groupe sort le single Minha Melhor Invenção, une chanson qui passe bien à la radio et sur les stations de musique dans tout le Brésil.
Après la sortie de la version démo de Um Pouco Mais de Tempo, Karacol quitte le groupe et les fans à la fin de l'année 2010. Avec son départ, le bassiste Leon Luthier prend sa place et en novembre 2010, le groupe quitte officiellement le label Arsenal Music et retourne travailler de manière indépendante.
Après cinq ans sans sortir d'album et un changement de membres, en août 2011, ils commencent l'enregistrement d'un nouvel album, Obrigado Tempestade, enregistré en quelques semaines et produit par Lampadinha. Peu après la fin de l'album, le batteur Xim quitte le groupe et est remplacé par Japinha, également batteur de CPM 22, qui revient jouer avec Hateen après cinq ans d'absence. Le premier single du nouvel album, le titre Obrigado Tempestade, sort le 8 novembre 2011,.
En 2014, Japinha quitte de nouveau le groupe pour se consacrer uniquement à CPM 22. Le batteur Thiago Carvalho prend sa place. Le 17 juin 2016, ils sortent l'album Não Vai Mais Ter Tristeza Aqui, sur Deckdisc en streaming et sur Hearts Bleed Blue en support physique, avec des apparitions spéciales de Rodrigo Lima, chanteur du groupe Dead Fish, et Dani Vellocet. Le premier single et clip de cet album est le morceau Passa o Tempo. En août 2017, ils se produisent au Oxigênio Hardcore Fest, à São Paulo, avec les groupes Dance of Days et Ponto Nulo no Ceu. En septembre de la même année, ils sont choisis par le groupe The Get Up Kids pour ouvrir leur spectacle à São Paulo,.
Le 22 décembre 2017, le groupe enregistre le premier DVD de sa carrière lors de son dernier concert au Hangar 110 à São Paulo, intitulé Obrigado Hangar 110, sorti en 2018. Le DVD est financé par financement participatif sur Catarse, où les fans reçoivent des paquets avec du contenu exclusif du groupe en plus du DVD.
Entre octobre et décembre 2022, ils partent en tournée avec 19 dates au Brésil pour célébrer l'anniversaire de l'album Obrigado Tempestade,. Le 29 octobre 2023, le groupe termine l'année avec un dernier concert au festival Casarão à São Paulo. Le même jour du festival, d'autres artistes et groupes tels que Tuyo, Machete Bomb et Menores Atos se produisent également.

## Membres

### Membres actuels
- Rodrigo Koala – chant, guitare (depuis 1994)
- Fábio Sonrisal – guitare (depuis 2009), chœurs (depuis 2006), basse (2006–2009)
- Leon Luthier – basse (depuis 2010)
- Thiago Carvalho – batterie (depuis 2014)

### Anciens membres
- Cesinha Santisteban – chant, basse (1994-2000)
- Japinha –  batterie (1994–2006, 2011–2014)
- Boris Fratogianni –  guitare, chant (1998–2000)
- Fernando Sanches – basse (2000–2006)[8]
- Fabrizio Martinelli – guitare (2000–2009)
- André Abreu – basse (2004)
- Fábio Xim – batterie (2006–2011)
- Karacol – basse (2009–2010)

## Discographie
- 1996 : Hydrophobia
- 2000 : Dear Life
- 2002 : More Live Than Dead
- 2004 : Loved
- 2006 : Procedimentos de Emergência
- 2007 : MTV ao Vivo: 5 Bandas de Rock (avec Forfun, Fresno, Moptop et NX Zero) (DVD)
- 2011 : Obrigado Tempestade
- 2016 : Não Vai Mais Ter Tristeza Aqui
- 2018 : Obrigado Hangar 110 (DVD)